# Пјано Иполито
Пјано Иполито је насеље у Италији у округу Сиракуза, региону Сицилија.
Према процени из 2011. у насељу је живело 82 становника. Насеље се налази на надморској висини од 51 м.